# Jack Liebowitz
Yakov « Jack » Liebowitz est un éditeur américain né le 10 octobre 1900 à Proskurov en Ukraine et mort le 11 décembre 2000 à Great Neck dans l'état de New York. Avec Harry Donenfeld, il est le propriétaire de DC Comics de 1937 à 1961.

## Biographie
Jack Liebowitz naît le 10 octobre 1900 d'une famille juive à Proskurov en Ukraine. Ses parents émigrent alors qu'il a dix ans dans le quartier du Lower East Side de New York. Il travaille dans la distribution de magazine avant de s'associer avec Harry Donenfeld pour fonder la société de distribution Independent News Company en 1932. Parmi leurs clients se trouve Malcolm Wheeler-Nicholson fondateur de la maison d'édition National Allied Publications. Cette société est déficitaire et Wheeler-Nicholson pour éponger ses dettes prend comme associé Donenfeld et Liebowitz avant d'être obligé de leur vendre ses parts en 1937. Les nouveaux propriétaires parviennent à rendre leur société bénéficiaire et publient plusieurs comics qui connaissent le succès. Detective Comics sort en mars 1937 mais c'est surtout Action Comics, le comics de Superman, qui permet à leur société, renommée DC Comics, d'être la plus importante.
Liebowitz possède aussi des parts dans la maison d'édition All-American Publications, propriété de Max Gaines, qui publie les aventures de Green Lantern, Wonder Woman, etc. Lorsque Max Gaines, en 1944, décide de vendre ses parts pour publier des comics éducatifs ou religieux, All American Publications est fusionnée avec DC. 
Jack Liebowitz, voyant le succès de la télévision organise l'adaptation des aventures de Superman sous la forme d'un feuilleton dans lequel le rôle-titre est interprété par George Reeves.
En 1961, DC devient une société avec des actionnaires. En 1962 Donenfeld a un grave accident et il meurt en 1965. Liebowitz continue de diriger la société jusqu'en 1967, quand Kinney National Services rachète DC. En 1968 Kinney rachète Warner Brothers et devient Warner Communications. Liebowitz est un membre du directoire de Warner jusqu'à sa retraite en 1991.